# Кальченко Анатолій Олександрович
Анатолій Олександрович Ка́льченко (нар. 13 серпня 1946, Ярославль) — український живописець; член Маріупольської організації Спілки художників України з 1993 року.

## Біографія
Народився 13 серпня 1946 року в місті Ярославлі (нині Росія). 1971 року закінчив Ростовське художнє училище, де навчався зокрема у Тимофія Теряєва, Олексія Резвана, Фелікса Доманського.
Після здобуття мистецької освіти працював у Жданові (нині Маріуполь, Україна) на виробництві, у художніх майстернях Художнього фонду УРСР. З початку 1990-х років на творчій роботі. Живе у Маріуполі в селищі Україна в будинку на вулиці Лута, № 73.

## Творчість
Працює в галузі станкового живопису. У реалістичному та абстрактному стилях створює пейзажі, портрети, натюрморти, тематичні картини. Серед робіт:
- «Автопортрет» (1979, полотно, олія);
- «Розп'яття (Хаос як символ віку, що минає)» (1990, полотно, олія);
- «Птах щастя» (1991);

триптихи
- «Три плоті» (1991);
- «Гамаюн — птах віщий» (1995);
- «Симфантома» (1996);
- «Вічна тема» (2009);

цикли
- «Сни та сновидіння» (1995—2002);
- «Астральний» (1995—2002);
- «Жіноче і чоловіче начала» (1995—2002);
- «Артефакти» (1995—2002);
- «Узбережжя Азовського моря» (з 2002 року).

Брав участь у міських, обласних, всеукраїнських, міжнародних мистецьких виставках з 1990-х років. Персональні виставки відбулися в Маріуполі у 1996 і 1998 роках.
Окремі полотна зберігаються у Художньому музеї імені Куїнджі, Маріупольському краєзнавчому музеї та Виставковій залі імені Архипа Куїнджі в Маріуполі та в приватних колекціях України, Росії, Австрії, Італії, Франції.